# Chamoerrhipes beringi
Chamoerrhipes beringi is een keversoort uit de familie Rhipiceridae. De wetenschappelijke naam van de soort is voor het eerst geldig gepubliceerd in 1897 door Kolbe.